# 아나 베데르케
아나 베데르케(Anna Bederke, 1981년 ~ )는 독일의 배우이다.